# Nekrolog 4. Quartal 1962
Nekrolog
◄◄
| ◄
| 1958
| 1959
| 1960
| 1961
| 1962 | 1963 | 1964 | 1965 | 1966 | ► | ►►
1. Quartal |
2. Quartal |
3. Quartal |
4. Quartal 1962
Weitere Ereignisse | Allgemeiner Nekrolog 1962
Die Beschreibung der verstorbenen Person sollte so kurz wie möglich gehalten sein und nur deren signifikante Tätigkeit(en) enthalten.
Neue Namen ggf. auch unter dem Geburts- und Sterbedatum, also etwa unter 1. Januar und im Geburts- und Sterbejahr (2024) eintragen (nur bei entsprechender großer Wichtigkeit). Für Beispiele siehe die schon vorhandenen Artikel.
Außerdem über die fünf zuletzt Verstorbenen, zu denen es einen ausreichend guten Artikel für eine Präsentation auf der Hauptseite gibt, nach der todesbedingten Überarbeitung der Artikel ggf. auch unter Wikipedia Diskussion:Hauptseite informieren und sie am besten auch in den anderen Wikipedia-Sprachversionen eintragen. Tipp: Regelmäßig bei news.google.de nach „ist tot“, „gestorben“ oder „verstorben“ suchen.
Wenn eine Person gestorben ist, gibt es viele Seiten zu dieser Person in der Wikipedia, die davon auch betroffen sind und entsprechend aktualisiert werden müssen. Beispiele: Namenübersichtsseite, Geburtsjahr, Geburtsort-Seiten und viele mehr.
Wie finde ich die betroffenen Seiten?
Im Suchfeld auf der linken Seite gibt man den Suchbegriff so ein: „Vorname Nachname“. Dann klickt man auf Volltext und alle Seiten mit entsprechendem Suchtext werden aufgerufen. Hier sieht man dann schnell, wo auch das Todesjahr Sinn macht oder sogar ein Teil des Artikels angepasst werden muss. Auch hilft das „Werkzeug“ auf der linken Seite sehr gut, um solche Seiten aufzufinden: „Links auf diese Seite“. Somit ist die Wikipedia wieder aktuell in allen Bereichen! Hinweis: bei Eintragung der Kategorie „Gestorben JAHR“ wird der Missbrauchsfilter 49 ausgelöst, was jedoch nicht schlimm ist. Siehe: Spezial:Missbrauchsfilter/49
Dies ist eine Liste von im vierten Quartal 1962 verstorbenen bekannten Persönlichkeiten. Die Einträge erfolgen innerhalb der einzelnen Daten alphabetisch sortiert. Tiere sind im Nekrolog für Tiere zu finden.

## Oktober
| Tag         | Name                             | Beruf, bekannt als                                                                                | Alter | Beleg |
| ----------- | -------------------------------- | ------------------------------------------------------------------------------------------------- | ----- | ----- |
| 1. Oktober  | Hans Ankwicz-Kleehoven           | österreichischer Kunsthistoriker und Bibliothekar                                                 | 79    |       |
| 1. Oktober  | Ludwig Bemelmans                 | US-amerikanischer Schriftsteller und Illustrator                                                  | 64    |       |
| 1. Oktober  | Karl Grune                       | österreichischer Filmregisseur                                                                    | 77    |       |
| 1. Oktober  | Henryk Kłoczkowski               | polnischer Marineoffizier und U-Boot-Kommandant                                                   | 59    |       |
| 1. Oktober  | Shioiri Matsusaburō              | japanischer Agrarchemiker                                                                         | 72    |       |
| 1. Oktober  | Raoul Nordling                   | schwedischer Diplomat und Geschäftsmann                                                           | 80    |       |
| 2. Oktober  | Borys Bukrejew                   | ukrainischer Mathematiker                                                                         | 103   |       |
| 2. Oktober  | Heinrich Deubel                  | deutscher KZ-Kommandant                                                                           | 72    |       |
| 2. Oktober  | Otto Emil Fritzsche              | deutscher Maschinenbau-Ingenieur und Hochschullehrer                                              | 85    |       |
| 2. Oktober  | August Kolb                      | deutscher SS-Hauptsturmführer und Schutzhaftlagerführer im KZ Sachsenhausen                       | 69    |       |
| 2. Oktober  | Henry Louis Larsen               | US-amerikanischer Offizier                                                                        | 71    |       |
| 2. Oktober  | Frank Lovejoy                    | US-amerikanischer Schauspieler und Hörspielsprecher                                               | 50    |       |
| 2. Oktober  | Georg Stetter                    | deutscher kommunistischer Gewerkschafter                                                          | 69    |       |
| 2. Oktober  | Kurt Vermehren                   | deutscher Rechtsanwalt                                                                            | 77    |       |
| 2. Oktober  | Heinrich Ziegenspeck             | deutscher Fußballspieler                                                                          | 65    |       |
| 3. Oktober  | Johannes Arpe                    | deutscher Schauspieler, Regisseur und Theaterintendant                                            | 65    |       |
| 3. Oktober  | Iida Dakotsu                     | japanischer Dichter                                                                               | 77    |       |
| 3. Oktober  | Ernst Hildebrand                 | evangelisch-lutherischer Pastor und Propst                                                        | 74    |       |
| 3. Oktober  | Willi Kahl                       | deutscher Musikwissenschaftler                                                                    | 69    |       |
| 3. Oktober  | Walter Lippart                   | deutscher Maschinenbauer und Industrieller                                                        | 62    |       |
| 3. Oktober  | Ewald Schild                     | österreichischer Biologe                                                                          | 63    |       |
| 3. Oktober  | Hermann Schulze                  | deutscher Tischler und Bremer Politiker                                                           | 92    |       |
| 3. Oktober  | Victor Sonnemans                 | belgischer Wasserballer                                                                           | 87    |       |
| 4. Oktober  | Wilhelm Bachem                   | deutscher Politiker, Verkehrsminister Thüringen, MdV                                              | 59    |       |
| 4. Oktober  | Anton Damm                       | deutscher Politiker (Zentrum), MdR                                                                | 88    |       |
| 4. Oktober  | Wilhelm Hamkens                  | nationalsozialistischer Regierungspräsident                                                       | 79    |       |
| 4. Oktober  | Heinrich Pauli                   | deutscher Hochfrequenztechniker                                                                   | 69    |       |
| 5. Oktober  | Sylvia Beach                     | US-amerikanische Buchhändlerin und Verlegerin in Paris                                            | 75    |       |
| 5. Oktober  | Georg Burkhardt                  | deutscher Lehrer und Mitglied des Provinziallandtages der Provinz Hessen-Nassau                   | 78    |       |
| 5. Oktober  | David Fahrner                    | deutscher Bildhauer                                                                               | 67    |       |
| 5. Oktober  | Edwin Müller                     | österreichischer Philatelist                                                                      | 63    |       |
| 5. Oktober  | Wilfrid Normand, Baron Normand   | schottisch-britischer Jurist und Politiker (Conservative Party), Mitglied des House of Commons    | 78    |       |
| 5. Oktober  | Joseph Noyon                     | französischer Komponist und Kirchenmusiker                                                        | 74    |       |
| 5. Oktober  | Rasmus Rasmussen                 | färöischer Pädagoge und Schriftsteller                                                            | 91    |       |
| 5. Oktober  | Adolf Rösch                      | deutscher Theologe, Jurist und Generalvikar                                                       | 93    |       |
| 5. Oktober  | Hans Schulze                     | deutscher Eisenbahningenieur und Konstrukteur bei der Deutschen Reichsbahn                        | 59    |       |
| 6. Oktober  | Hans von Borstel                 | deutscher Politiker (SPD, USPD, KPD), MdHB                                                        | 74    |       |
| 6. Oktober  | Tod Browning                     | US-amerikanischer Filmregisseur                                                                   |       |       |
| 6. Oktober  | Manfred Czernin                  | britischer Offizier österreichischer Herkunft, Kommandeur der 17. Staffel der Royal Air Force     | 49    |       |
| 6. Oktober  | Peter-Paul Goes                  | deutscher Schauspieler, Synchron- und Hörspielsprecher                                            | 47    |       |
| 6. Oktober  | Paul Herre                       | deutscher Historiker                                                                              | 86    |       |
| 6. Oktober  | Anna Nemitz                      | deutsche Politikerin, MdR, MdA                                                                    | 89    |       |
| 6. Oktober  | Tempe Pigott                     | britische Schauspielerin                                                                          | 78    |       |
| 7. Oktober  | Scrapper Blackwell               | US-amerikanischer Blues-Gitarrist                                                                 | 59    |       |
| 7. Oktober  | Cavendish W. Cannon              | US-amerikanischer Diplomat                                                                        | 67    |       |
| 7. Oktober  | Maurits Dekker                   | niederländischer Schriftsteller                                                                   | 66    |       |
| 7. Oktober  | Berta Kaiser                     | deutsche Malerin                                                                                  | 87    |       |
| 7. Oktober  | Clement Woodnutt Miller          | US-amerikanischer Politiker                                                                       | 45    |       |
| 7. Oktober  | Karl Nauer                       | deutscher Kapitän und Südseeforscher                                                              | 87    |       |
| 7. Oktober  | Henri Oreiller                   | französischer Skirennläufer                                                                       | 36    |       |
| 8. Oktober  | Hans Ambs                        | deutscher Politiker, MdL und Gewerkschafter                                                       | 64    |       |
| 8. Oktober  | Georg Kaßler                     | deutscher Politiker, MdR                                                                          | 75    |       |
| 8. Oktober  | Solomon Linda                    | südafrikanischer Musiker                                                                          |       |       |
| 8. Oktober  | Jürgen von Ramin                 | deutscher Politiker (NSVP, DVFP), MdR                                                             | 78    |       |
| 8. Oktober  | Josef Schmelzer                  | deutscher Landwirt und Politiker (Zentrum, CDU), MdR, MdL                                         | 86    |       |
| 8. Oktober  | Anton Walzer                     | deutsches Todesopfer der Berliner Mauer                                                           | 60    |       |
| 9. Oktober  | Emil Charlet                     | deutscher Journalist, Verlagslektor und literarischer Übersetzer                                  | 84    |       |
| 9. Oktober  | Leland Fuller                    | US-amerikanischer Szenenbildner                                                                   | 63    |       |
| 9. Oktober  | Ludwig Hiermann                  | österreichischer Politiker (SPÖ), Mitglied des Bundesrates                                        | 65    |       |
| 9. Oktober  | Ferdinand Schaal                 | deutscher Offizier, zuletzt General der Panzertruppe im Zweiten Weltkrieg                         | 73    |       |
| 9. Oktober  | Milan Vidmar                     | jugoslawischer Ingenieur der Elektrotechnik, Hochschullehrer und Schach-Großmeister               | 77    |       |
| 10. Oktober | Trygve Emanuel Gulbranssen       | norwegischer Schriftsteller                                                                       | 68    |       |
| 10. Oktober | Edmund H. Hansen                 | US-amerikanischer Film- und Tontechniker                                                          | 67    |       |
| 10. Oktober | Philipp Heimann                  | deutscher Verwaltungsjurist und Richter                                                           | 81    |       |
| 10. Oktober | Irene López Heredia              | spanische Theater- und Filmschauspielerin                                                         |       |       |
| 10. Oktober | Gordon Killick                   | britischer Ruderer                                                                                | 63    |       |
| 11. Oktober | Max Hartmann                     | deutscher Biologe und Philosoph                                                                   | 86    |       |
| 11. Oktober | Émile Poilvé                     | französischer Ringer                                                                              | 59    |       |
| 11. Oktober | Erich Tschermak-Seysenegg        | österreichischer Pflanzenzüchter und Genetiker                                                    | 90    |       |
| 12. Oktober | Raúl Gaudín                      | uruguayischer Politiker                                                                           |       |       |
| 12. Oktober | Rudecindo Ortega Masson          | chilenischer Politiker und Präsident der Notstandssondersitzungen der UN-Generalversammlung       | 73    |       |
| 12. Oktober | Hugo Paul                        | deutscher Politiker, MdR, MdL, MdB                                                                | 56    |       |
| 12. Oktober | Ralph R. Proctor                 | US-amerikanischer Bauingenieur                                                                    | 67    |       |
| 12. Oktober | Bernhard Zebrowski               | deutscher Journalist, Schriftsteller und Übersetzer                                               | 62    |       |
| 13. Oktober | Elisabeth von Urach              | Zweite Tochter des Herzogs Wilhelm Karl von Urach                                                 | 68    |       |
| 13. Oktober | Amalie Volz                      | Gründerin der ersten evangelischen Mütterschule Württembergs                                      | 83    |       |
| 14. Oktober | William M. Berlin                | US-amerikanischer Politiker                                                                       | 82    |       |
| 14. Oktober | Christoph Brockmann              | deutscher Diatomeen-Forscher                                                                      | 84    |       |
| 14. Oktober | Heinz Hauenstein                 | deutscher Führer des Freikorps „Organisation Heinz“                                               | 63    |       |
| 14. Oktober | Jacques Majorelle                | französischer Maler                                                                               | 76    |       |
| 14. Oktober | Curt Melnitz                     | deutsch-amerikanischer Filmproduzent, Künstleragent, Pressemanager                                | 83    |       |
| 14. Oktober | Friedrich Münzinger              | deutscher Kraftwerksbauer                                                                         | 78    |       |
| 14. Oktober | Jakob Pirro                      | deutscher Politiker (NSDAP), MdR                                                                  | 63    |       |
| 14. Oktober | Karl Thäter                      | deutscher Vizeadmiral (Ing.) der Kriegsmarine                                                     | 76    |       |
| 14. Oktober | Philipp Winkler                  | Landtagsabgeordneter Großherzogtum Hessen                                                         | 87    |       |
| 15. Oktober | Rudolf Buchner                   | österreichischer Maler                                                                            | 68    |       |
| 15. Oktober | John Ronan                       | kanadischer Komponist, Chorleiter und Musikpädagoge                                               | 67    |       |
| 15. Oktober | Uchida Tadao                     | japanischer Ökonom                                                                                | 39    |       |
| 16. Oktober | Gaston Bachelard                 | französischer Philosoph                                                                           | 78    |       |
| 16. Oktober | Joseph Aloysius Burke            | US-amerikanischer Geistlicher, Bischof von Buffalo                                                | 76    |       |
| 16. Oktober | Elena von Serbien                | Großfürstin aus dem Hause Romanow                                                                 | 77    |       |
| 16. Oktober | Otake Fumio                      | japanischer Sinologe                                                                              | 62    |       |
| 16. Oktober | Adolf Rziha                      | österreichischer Rennrodler                                                                       | 86    |       |
| 16. Oktober | Otto Schmidt                     | deutscher Rechtsmediziner und Hochschullehrer                                                     | 63    |       |
| 16. Oktober | Anna Brugh Singer                | US-amerikanische Kunstsammlerin                                                                   | 88    |       |
| 17. Oktober | Jorge Kirchhofer Cabral          | brasilianischer Diplomat                                                                          | 59    |       |
| 17. Oktober | Natalija Sergejewna Gontscharowa | russisch-französische Malerin                                                                     | 81    |       |
| 17. Oktober | Friedrich Nolting                | deutscher Politiker, MdL                                                                          | 66    |       |
| 17. Oktober | Nikolaus Schwarzkopf             | deutscher Schriftsteller                                                                          | 78    |       |
| 17. Oktober | János Wenk                       | ungarischer Schwimmer und Wasserballspieler                                                       | 68    |       |
| 17. Oktober | Richard Wenk                     | deutscher Generalleutnant im Zweiten Weltkrieg                                                    | 81    |       |
| 17. Oktober | Rubberlegs Williams              | US-amerikanischer Jazzsänger und Tänzer                                                           | 55    |       |
| 18. Oktober | Barend Coenraad Petrus Jansen    | niederländischer Chemiker                                                                         | 78    |       |
| 18. Oktober | Viktor Kolassa                   | österreichischer Politiker, Abgeordneter zum Nationalrat                                          | 82    |       |
| 18. Oktober | Iván Petrovich                   | ungarisch-österreichischer Schauspieler der Stummfilmzeit                                         | 68    |       |
| 19. Oktober | Geneviève Gallois                | französische Benediktinerin und Künstlerin                                                        | 74    |       |
| 19. Oktober | Mihály Ibrányi                   | ungarischer Militär, zuletzt Generalleutnant im Zweiten Weltkrieg                                 | 66    |       |
| 19. Oktober | James J. Murphy                  | US-amerikanischer Politiker                                                                       | 63    |       |
| 19. Oktober | Mohsen Sadr                      | iranischer Politiker und Ministerpräsident des Iran                                               |       |       |
| 20. Oktober | Minos Dounias                    | griechischer Musikwissenschaftler und Hochschullehrer                                             | 62    |       |
| 20. Oktober | Friedrich Aevermann              | deutscher Pädagoge und Politiker                                                                  | 75    |       |
| 20. Oktober | Albert Dreßler                   | deutscher Offizier, kommissarischer SA-Führer                                                     | 77    |       |
| 20. Oktober | Engelbert Engel                  | deutscher katholischer Pfarrer                                                                    | 75    |       |
| 20. Oktober | Karl Hansen                      | deutscher Internist, Allergologe und Neurologe                                                    | 69    |       |
| 20. Oktober | Betty Holtrop-van Gelder         | niederländische Schauspielerin                                                                    | 95    |       |
| 20. Oktober | Kurt Jahncke                     | deutscher Journalist und stellvertretender Pressechef der Reichsregierung                         | 64    |       |
| 20. Oktober | Bernard Kälin                    | Schweizer Benediktinermönch, Abt der Abtei Muri-Gries                                             | 75    |       |
| 20. Oktober | Anna Kayser                      | deutsche Schriftstellerin                                                                         | 77    |       |
| 20. Oktober | Eric Schlubach                   | deutscher Kaufmann und Fregattenkapitän                                                           | 84    |       |
| 21. Oktober | Rudolf Bernhard                  | Schweizer Schauspieler                                                                            | 61    |       |
| 21. Oktober | Karl Elmendorff                  | deutscher Dirigent                                                                                | 70    |       |
| 21. Oktober | Charles-Omer Garant              | kanadischer Geistlicher, Weihbischof in Québec                                                    | 63    |       |
| 21. Oktober | Vanni Marcoux                    | französischer Sänger                                                                              | 85    |       |
| 21. Oktober | Monette Moore                    | US-amerikanische Sängerin und Pianistin des frühen Jazz und Blues sowie Schauspielerin            | 60    |       |
| 21. Oktober | Waltraut Nicolas                 | deutsche Schriftstellerin                                                                         | 65    |       |
| 21. Oktober | Ogura Kinnosuke                  | japanischer Mathematiker und Mathematikhistoriker                                                 | 77    |       |
| 21. Oktober | George M. Smith                  | US-amerikanischer Politiker                                                                       | 50    |       |
| 22. Oktober | Paul Armagnac                    | französischer Autorennfahrer                                                                      | 38    |       |
| 22. Oktober | Domenico Bernareggi              | italienischer Geistlicher und römisch-katholischer Weihbischof in Mailand                         | 85    |       |
| 22. Oktober | Leon Chappelear                  | US-amerikanischer Countrymusiker                                                                  | 53    |       |
| 22. Oktober | Karl Eymann                      | deutscher Manager und Corpsstudent                                                                | 74    |       |
| 22. Oktober | Samuil Jewgenjewitsch Feinberg   | russischer Pianist und Komponist ukrainischer Herkunft                                            | 72    |       |
| 22. Oktober | Robert McAllister                | US-amerikanischer Sprinter                                                                        | 63    |       |
| 22. Oktober | Sigmund Neumann                  | deutscher Politikwissenschaftler und Soziologe                                                    | 58    |       |
| 22. Oktober | Karl Schwarz                     | deutsch-israelischer Kunsthistoriker                                                              | 77    |       |
| 23. Oktober | Gustav Essig                     | deutscher Maler                                                                                   | 81    |       |
| 23. Oktober | John Thomas Haig                 | kanadischer Rechtsanwalt und Politiker                                                            | 84    |       |
| 23. Oktober | Henry D. Hatfield                | US-amerikanischer Politiker                                                                       | 87    |       |
| 23. Oktober | Orme Sargent                     | britischer Diplomat und Regierungsbeamter                                                         | 77    |       |
| 23. Oktober | Jack Scales                      | britischer Automobilrennfahrer                                                                    | 76    |       |
| 23. Oktober | Benjamin F. Welty                | US-amerikanischer Politiker                                                                       | 92    |       |
| 24. Oktober | Philipp Loosen                   | deutscher Regierungsrat und Bürgermeister von Trier                                               | 82    |       |
| 24. Oktober | František Onderek                | tschechischer römisch-katholischer Geistlicher                                                    | 74    |       |
| 24. Oktober | Robert Pudlich                   | deutscher Grafiker, Maler, Illustrator und Bühnenbildner                                          | 57    |       |
| 25. Oktober | Louis Abell                      | US-amerikanischer Ruderer                                                                         | 78    |       |
| 25. Oktober | Ernst Feßmann                    | deutscher General der Panzertruppe im Zweiten Weltkrieg                                           | 81    |       |
| 25. Oktober | Karl Germer                      | deutscher Okkultist                                                                               | 77    |       |
| 25. Oktober | Frank W. Milburn                 | US-amerikanischer Militär, General der US Army                                                    | 70    |       |
| 26. Oktober | Louise Beavers                   | US-amerikanische Schauspielerin afroamerikanischer Herkunft                                       | 60    |       |
| 26. Oktober | Carl Wilhelm Bierbrauer          | deutscher Bildhauer und Fachschullehrer                                                           | 81    |       |
| 26. Oktober | Willy Fueter                     | Schweizer Schauspieler                                                                            | 53    |       |
| 26. Oktober | Albert Hagen                     | Schweizer Musiker und Komponist                                                                   | 60    |       |
| 26. Oktober | Armand Isaac-Bénédic             | französischer Curler                                                                              | 87    |       |
| 26. Oktober | Franz Lehrer                     | österreichischer Beamter, Grafiker, Kalligraf und Exlibriskünstler                                | 67    |       |
| 26. Oktober | Max Loeb                         | deutsch-israelischer Architekt und Fachschriftsteller                                             | 60    |       |
| 26. Oktober | Georg Ripken                     | deutscher Politiker (DP, CDU), MdB                                                                | 62    |       |
| 26. Oktober | Willy Staniewicz                 | deutscher Ingenieur, Chef-Konstrukteur beim Nutzfahrzeughersteller Büssing                        | 80    |       |
| 26. Oktober | Kurt Wagner                      | deutscher Jurist und Politiker                                                                    | 77    |       |
| 26. Oktober | Marion Thompson Wright           | US-amerikanische Historikerin und Aktivistin                                                      | 60    |       |
| 27. Oktober | Rudolf Anderson                  | US-amerikanischer Pilot und Offizier (United States Air Force) und der einzige Tote der Kubakrise | 35    |       |
| 27. Oktober | Otto Froitzheim                  | deutscher Tennisspieler                                                                           | 78    |       |
| 27. Oktober | Josef Hamberger                  | österreichischer Arbeiter, Gewerkschafter und Politiker, Landtagsabgeordneter                     | 78    |       |
| 27. Oktober | Ford W. Harris                   | amerikanischer Ingenieur und Patentanwalt                                                         | 85    |       |
| 27. Oktober | Enrico Mattei                    | italienischer Industrieller                                                                       | 56    |       |
| 27. Oktober | Hermann Muckermann               | deutscher Biologe und Jesuit                                                                      | 85    |       |
| 27. Oktober | Witold Rother                    | deutscher Marineoffizier, zuletzt Vizeadmiral im Zweiten Weltkrieg                                | 74    |       |
| 27. Oktober | John Stumar                      | ungarischstämmiger, US-amerikanischer Kameramann von überwiegend B-Filmen                         | 70    |       |
| 28. Oktober | Pierre Froidebise                | belgischer Komponist und Organist                                                                 | 48    |       |
| 28. Oktober | Masamune Hakuchō                 | japanischer Schriftsteller                                                                        | 83    |       |
| 28. Oktober | Khyenrab Norbu                   | tibetischer Mediziner und Astronom, Leibarzt des 13. Dalai Lama                                   |       |       |
| 28. Oktober | Gabrielle Renaudot Flammarion    | französische Astronomin                                                                           | 85    |       |
| 28. Oktober | Franz Sauer                      | österreichischer Organist und Musikpädagoge                                                       | 68    |       |
| 29. Oktober | Dan Burley                       | US-amerikanischer Jazzpianist                                                                     | 54    |       |
| 29. Oktober | Martin Damß                      | deutscher Autor                                                                                   | 52    |       |
| 29. Oktober | Klara Noack                      | sozialdemokratische Politikerin                                                                   | 89    |       |
| 29. Oktober | Siegfried Salomon                | dänischer Violinist und Komponist                                                                 | 77    |       |
| 29. Oktober | Wilhelm Schmehl                  | deutscher Politiker, MdL                                                                          | 70    |       |
| 30. Oktober | Ulysses G. Denman                | US-amerikanischer Jurist und Politiker                                                            | 95    |       |
| 30. Oktober | Rudolf Schmid                    | deutscher Ingenieur                                                                               | 65    |       |
| 30. Oktober | Robert Schnerb                   | französischer Historiker                                                                          | 61    |       |
| 30. Oktober | Heinrich Weitz                   | deutscher Politiker (Zentrum, CDU), MdL, Präsident des Deutschen Roten Kreuzes                    | 72    |       |
| 31. Oktober | Alexander Wilhelm de Beauclair   | deutscher Maler, Dichter und Verleger                                                             | 85    |       |
| 31. Oktober | Hermann Dold                     | deutscher Hygieniker, Bakteriologe und Hochschullehrer                                            | 80    |       |
| 31. Oktober | Thomas Holenstein                | Schweizer Politiker                                                                               | 66    |       |
| 31. Oktober | Louis Massignon                  | französischer Orientalist                                                                         | 79    |       |
| 31. Oktober | August Reichensperger            | deutscher Zoologe sowie Hochschullehrer                                                           | 84    |       |
| 31. Oktober | Friedrich Schalk                 | deutscher Lehrer und Landtagsabgeordneter im Freistaat Waldeck (DNVP)                             | 75    |       |
| 31. Oktober | Christian Schneider              | deutscher Redakteur, Übersetzer und nachrichtendienstlicher Kurier in der Schweiz                 | 66    |       |
| 31. Oktober | Ludwig Schultze                  | deutscher Landrat                                                                                 | 62    |       |
| 31. Oktober | Frederick Stephani               | US-amerikanischer Drehbuchautor, Schriftsteller und Journalist                                    | 59    |       |
| 31. Oktober | Adolph Tronnier                  | deutscher Bibliothekar                                                                            | 87    |       |
| Oktober     | Arnold Loyacano                  | US-amerikanischer Jazz-Bassist und Pianist                                                        | 73    |       |

## November
| Tag          | Name                                              | Beruf, bekannt als                                                                                              | Alter | Beleg |
| ------------ | ------------------------------------------------- | --- | ----- | ----- |
| 1. November  | Ernst Wilhelm Baader                              | deutscher Arzt und Arbeitsmediziner                                                                             | 70    |       |
| 1. November  | Pjotr Iwanowitsch Dolgow                          | russischer Testpilot und Fallschirmspringer                                                                     | 42    |       |
| 1. November  | Georg Falmbigl                                    | österreichischer Politiker, Landtagsabgeordneter                                                                | 85    |       |
| 1. November  | Bo Henrik Gustaf Helin                            | schwedischer Gutsherr, Händler und Medienmogul                                                                  | 52    |       |
| 1. November  | Ricardo Rodríguez                                 | mexikanischer Rennfahrer                                                                                        | 20    |       |
| 2. November  | Alfred Amonn                                      | österreichischer Ökonom                                                                                         | 79    |       |
| 2. November  | Harry C. Gahn                                     | US-amerikanischer Politiker (Republikanische Partei)                                                            | 82    |       |
| 2. November  | Roman Großmann                                    | deutscher Politiker                                                                                             | 74    |       |
| 2. November  | Godfrey Lowell Cabot                              | US-amerikanischer Unternehmer                                                                                   | 101   |       |
| 2. November  | Bert Lown                                         | US-amerikanischer Jazz-Violinist, Komponist und Bigband-Leader                                                  | 59    |       |
| 2. November  | Ernst Pohl                                        | deutscher Medizintechniker                                                                                      | 85    |       |
| 3. November  | Harlow Herbert Curtice                            | Geschäftsführer von General Motors und Person of the Year 1955                                                  | 69    |       |
| 3. November  | Dolly Davis                                       | französische Filmschauspielerin                                                                                 | 66    |       |
| 3. November  | Carl Robert Eklund                                | US-amerikanischer Ornithologe und Geograph in den Polarregionen von Nord- und Südpol                            | 53    |       |
| 3. November  | Leo Götz                                          | deutscher Maler                                                                                                 | 79    |       |
| 3. November  | Ralph Hodgson                                     | englischer Dichter, Verleger und Übersetzer                                                                     | 91    |       |
| 3. November  | Winfried Hümpfner                                 | deutscher Augustinermönch, Mediävist und Parapsychologe                                                         | 73    |       |
| 3. November  | Ana Kansky                                        | slowenische Chemikerin                                                                                          | 67    |       |
| 3. November  | Reinhold Koenenkamp                               | deutscher Konzertsänger, Chorleiter, Gesangslehrer, Musikkritiker und Komponist                                 | 79    |       |
| 3. November  | Antonius van Loon                                 | niederländischer Tauzieher und olympischer Silbermedaillengewinner                                              | 74    |       |
| 3. November  | Werner Peters                                     | deutscher Marineoffizier und Ministerialbeamter                                                                 | 69    |       |
| 3. November  | Robert Riemann                                    | deutscher Literaturhistoriker                                                                                   | 85    |       |
| 3. November  | Jan Tulleken                                      | niederländischer Radrennfahrer                                                                                  | 78    |       |
| 4. November  | Gabriel Belot                                     | französischer Maler, Graphiker und Dichter                                                                      | 79    |       |
| 4. November  | Fritz Carl Hatzky                                 | deutscher Politiker und Gewerkschafter                                                                          | 72    |       |
| 4. November  | Hans R. Knudsen                                   | dänischer Journalist und Politiker (Socialdemokraterne), Mitglied des Folketing                                 | 58    |       |
| 4. November  | Karl von Merz                                     | deutscher Verwaltungsjurist und Bezirksoberamtmann in Garmisch-Partenkirchen                                    | 81    |       |
| 4. November  | Othmar Ruzicka                                    | österreichischer Maler                                                                                          | 84    |       |
| 5. November  | Paul Errington                                    | US-amerikanischer Zoologe, Professor an der Iowa State University in Ames, Iowa                                 | 60    |       |
| 5. November  | Max Eyrich                                        | deutscher Arzt                                                                                                  | 65    |       |
| 5. November  | Herbert Ginsberg                                  | deutscher Bankier, Industrieller und Kunstsammler                                                               | 81    |       |
| 5. November  | Salvador R. Guzmán Esparza                        | mexikanischer Botschafter                                                                                       | 74    |       |
| 5. November  | Antanas Purėnas                                   | litauischer Chemiker                                                                                            | 81    |       |
| 5. November  | Leopold Schwarz                                   | deutscher Hygieniker                                                                                            | 85    |       |
| 6. November  | Antonio Baldini                                   | italienischer Schriftsteller                                                                                    | 73    |       |
| 6. November  | Broder Clausen                                    | Vorkämpfer der nordfriesischen Sprach- und Volkstumsbewegung                                                    | 62    |       |
| 6. November  | Kaarlo Heiskanen                                  | finnischer General der Infanterie, Oberkommandierender der Verteidigungskräfte (1953–1959)                      | 68    |       |
| 6. November  | Ludwig von Heyl zu Herrnsheim                     | deutscher Industrieller und Politiker                                                                           | 75    |       |
| 6. November  | Margaret Magill                                   | neuseeländische Lehrerin, Schulleiterin, Kommunalpolitikerin und stellvertretende Bürgermeisterin               | 74    |       |
| 6. November  | Hans Riedl                                        | deutscher Manager und Kommunalpolitiker                                                                         | 70    |       |
| 6. November  | Ulrich Rück                                       | deutscher Musikinstrumentensammler, Chemiker und Klavierhändler                                                 | 80    |       |
| 7. November  | Luigi Barral                                      | italienisch-französischer Radrennfahrer                                                                         | 55    |       |
| 7. November  | Paul Henrichs                                     | deutscher Industriemanager                                                                                      | 80    |       |
| 7. November  | Hans Jaeckel                                      | deutscher Architekt                                                                                             | 64    |       |
| 7. November  | Immanuel Knayer                                   | deutscher Maler, Heraldiker, Radierer und Holzschneider                                                         | 66    |       |
| 7. November  | Eleanor Roosevelt                                 | US-amerikanische Menschenrechtsaktivistin und Diplomatin                                                        | 78    |       |
| 7. November  | Fritz Torno                                       | deutscher Architekt                                                                                             | 81    |       |
| 8. November  | Werner von Grundherr zu Altenthann und Weiherhaus | deutscher Diplomat                                                                                              | 74    |       |
| 8. November  | Josef Kalenberg                                   | deutsch-österreichischer Opernsänger (Tenor)                                                                    | 76    |       |
| 8. November  | Georg Kartzke                                     | deutscher Amerikanist und Hochschullehrer                                                                       | 78    |       |
| 8. November  | Robert Schwarz                                    | deutscher Maler und gilt als Vertreter der Kunst im Nationalsozialismus                                         | 63    |       |
| 8. November  | Kameshwar Singh                                   | letzter Raja des indischen Fürstenstaates Darbhanga                                                             | 54    |       |
| 8. November  | Sergei Wladimirowitsch Kisseljow                  | sowjetischer Prähistoriker                                                                                      | 57    |       |
| 8. November  | Karl Matthes                                      | deutscher Mediziner, Kreislaufforscher, Internist                                                               | 57    |       |
| 8. November  | Mordechai Nurock                                  | lettisch-israelischer Politiker, Mitglied der Saeima, Mitglied der Knesset                                      | 78    |       |
| 8. November  | Willis O’Brien                                    | US-amerikanischer Tricktechniker                                                                                | 76    |       |
| 8. November  | Jack Reynolds                                     | englischer Fußballspieler und Fußballtrainer                                                                    | 81    |       |
| 9. November  | Giulio Azzoni                                     | italienischer Pianist, Herausgeber, Musikkritiker und Musikschriftsteller                                       | 81    |       |
| 9. November  | Martin Clasen                                     | deutscher evangelisch-lutherischer Geistlicher, Genealoge und Heimatforscher                                    | 80    |       |
| 9. November  | Clemens Max Eisenberger                           | deutscher Brauereidirektor                                                                                      | 60    |       |
| 9. November  | Louise Hanson-Dyer                                | australische Musikverlegerin und Kunstmäzenin                                                                   | 78    |       |
| 9. November  | Henri Lacroix                                     | kanadischer Mundharmonikaspieler                                                                                | 67    |       |
| 10. November | Johannes Antonius Bakkers                         | niederländischer Maler und Bildhauer                                                                            | 64    |       |
| 10. November | Alfred Bruyenne                                   | französischer Turner                                                                                            | 70    |       |
| 10. November | Heinrich Jenny-Fehr                               | Schweizer Kaufmann und Bühnenautor                                                                              | 78    |       |
| 10. November | Julius Lenhart                                    | österreichischer Turner                                                                                         | 86    |       |
| 10. November | Hans L. Menzel                                    | deutscher Politiker (FDP)                                                                                       | 66    |       |
| 10. November | Franz Müller-Frerich                              | deutscher Schriftsteller                                                                                        | 72    |       |
| 10. November | Magnus von Wedderkop                              | deutscher Generalleutnant                                                                                       | 80    |       |
| 11. November | Ernst Bäckert                                     | deutscher Kommunalpolitiker und NSDAP-Funktionär                                                                | 63    |       |
| 11. November | Endre Hedri                                       | ungarischer Chirurg und Hochschullehrer                                                                         | 69    |       |
| 11. November | Luise Lampert                                     | deutsche Pädagogin                                                                                              | 71    |       |
| 11. November | Simon Leiserowitsch                               | deutscher Fußballspieler                                                                                        | 71    |       |
| 11. November | Walther Pessl                                     | österreichischer Chemiker und Politiker                                                                         | 76    |       |
| 11. November | Joseph Ruddy                                      | US-amerikanischer Schwimmer und Wasserballspieler                                                               | 84    |       |
| 11. November | Georg Schmidt                                     | deutscher Politiker (Zentrum), MdL                                                                              | 60    |       |
| 11. November | Selmar Spier                                      | deutsch-israelischer Jurist, Auslandskorrespondent, Landwirt, Historiker und Autor                              | 69    |       |
| 12. November | Bror Abelli                                       | schwedischer Regisseur, Schauspieler, Sänger, Schriftsteller und Kinobesitzer                                   | 82    |       |
| 12. November | Julius Bausenwein                                 | deutscher Bildhauer                                                                                             | 49    |       |
| 12. November | Hermann Brandauer                                 | österreichischer Unternehmer, Komponist, Alpinist und paläontologischer Sammler                                 | 75    |       |
| 12. November | Ulrich von Fresenius                              | Bürgermeister von Wernigerode                                                                                   | 74    |       |
| 12. November | Charles William Gwynn                             | britischer Berufsoffizier und Theoretiker der Aufstandsbekämpfung                                               | 92    |       |
| 12. November | Anton Lehár                                       | österreichisch-ungarischer Militär                                                                              | 86    |       |
| 12. November | Joseph Georg Oberkofler                           | österreichischer Jurist, Erzähler und Lyriker                                                                   | 73    |       |
| 12. November | Alexander Spitzmüller                             | österreichischer Komponist                                                                                      | 68    |       |
| 12. November | Sid Tomack                                        | US-amerikanischer Schauspieler                                                                                  | 55    |       |
| 13. November | Karl-Heinrich Heise                               | Abgeordneter des Niedersächsischen Landtages                                                                    | 58    |       |
| 13. November | Philipp Martzloff                                 | deutscher Politiker                                                                                             | 82    |       |
| 13. November | Wilhelm Reischenbeck                              | SS-Obersturmführer im KZ Auschwitz                                                                              | 60    |       |
| 13. November | Stasys Šilingas                                   | litauischer Jurist und Politiker                                                                                | 76    |       |
| 13. November | Wiktor Thommée                                    | polnischer General                                                                                              | 80    |       |
| 13. November | Fernand Vallon                                    | französischer Autorennfahrer                                                                                    | 66    |       |
| 14. November | Douglas Clarke                                    | britischer Dirigent, Musikpädagoge, Pianist, Organist und Komponist                                             | 69    |       |
| 14. November | Ignazio Maria Etxaide Lizasoain                   | spanischer Ingenieur, Schriftsteller und Philologe der baskischen Sprache                                       | 77    |       |
| 14. November | Manuel Gálvez                                     | argentinischer Historiker und Schriftsteller                                                                    | 80    |       |
| 14. November | Otto Goetsch                                      | Polizeipräsident von Düsseldorf                                                                                 | 62    |       |
| 14. November | Erich Kothe                                       | deutscher Maschinenbauingenieur                                                                                 | 79    |       |
| 14. November | Wilhelm Lachnit                                   | deutscher Maler, Grafiker und Monotypist                                                                        | 63    |       |
| 14. November | Horace L. McBride                                 | US-amerikanischer General                                                                                       | 68    |       |
| 14. November | Sigmund Spitzner senior                           | deutscher Maler und Kunsterzieher                                                                               | 71    |       |
| 14. November | Carl Tanner                                       | Schweizer Politiker                                                                                             | 74    |       |
| 14. November | Louise Adelaide Wolf                              | US-amerikanische Mathematikerin und Hochschullehrerin                                                           | 64    |       |
| 14. November | Roland Eduard Manuel Ziegler                      | Schweizer Jurist, kaufmännischer Direktor und Major                                                             | 63    |       |
| 15. November | Herman Brown                                      | US-amerikanischer Unternehmer                                                                                   | 70    |       |
| 15. November | Ralph Dawson                                      | US-amerikanischer Filmeditor                                                                                    | 65    |       |
| 15. November | Ludwig Graf                                       | deutscher Politiker (DemP, FDP)                                                                                 | 81    |       |
| 15. November | Erich Janschke                                    | deutscher Arbeiter, Todesopfer an der innerdeutschen Grenze                                                     | 21    |       |
| 15. November | Max Köckeis                                       | deutscher Kommunalpolitiker                                                                                     | 71    |       |
| 15. November | Klaus Körner                                      | deutscher Arbeiter, Todesopfer an der innerdeutschen Grenze                                                     | 23    |       |
| 15. November | Georgii Glebowitsch Lemmlein                      | russischer Mineraloge und Kristallograf                                                                         | 61    |       |
| 15. November | Irene Lentz                                       | US-amerikanische Kostümbildnerin                                                                                | 61    |       |
| 15. November | Toscha Seidel                                     | russischer Violinist                                                                                            | 62    |       |
| 15. November | Paul Seidler                                      | deutscher Politiker, MdA                                                                                        | 60    |       |
| 16. November | Clara Benthien                                    | deutsche Hutmacherin und Inhaberin eines Künstlerlokals                                                         | 75    |       |
| 16. November | Theodore H. Berlin                                | US-amerikanischer Physiker                                                                                      | 45    |       |
| 16. November | Sara Branham Matthews                             | US-amerikanische Mikrobiologin, Ärztin und Hochschullehrerin                                                    | 74    |       |
| 16. November | Jean-Gabriel Domergue                             | französischer Maler und Plakatkünstler                                                                          | 73    |       |
| 16. November | Roy G. Fitzgerald                                 | US-amerikanischer Politiker                                                                                     | 87    |       |
| 16. November | Fritz Fröhlich                                    | deutscher Landwirt und Politiker, MdR, MdL                                                                      | 75    |       |
| 16. November | Johann Ludewig                                    | deutscher Schlosser und Politiker                                                                               | 80    |       |
| 16. November | Takikawa Yukitoki                                 | japanischer Rechtsgelehrter                                                                                     | 71    |       |
| 17. November | Frank Ahearn                                      | kanadischer Eishockeyfunktionär                                                                                 | 76    |       |
| 17. November | Richard Fullbright                                | US-amerikanischer Jazzmusiker                                                                                   |       |       |
| 17. November | Michael Hillepold                                 | österreichischer Landwirt, Kaufmann und Politiker                                                               | 78    |       |
| 17. November | Karl Lehr                                         | deutscher Richter                                                                                               | 81    |       |
| 17. November | John Morgan, 6. Baron Tredegar                    | britischer Adliger und Offizier                                                                                 | 54    |       |
| 17. November | Gustav Resatz                                     | österreichischer Bildhauer                                                                                      | 59    |       |
| 18. November | Niels Bohr                                        | dänischer Physiker, Nobelpreisträger                                                                            | 77    |       |
| 18. November | Dennis Chavez                                     | US-amerikanischer Politiker                                                                                     | 74    |       |
| 18. November | Abdullah Goran                                    | kurdischer Dichter                                                                                              |       |       |
| 18. November | Werner Gründer                                    | deutscher Bergingenieur und Hochschullehrer                                                                     | 60    |       |
| 18. November | Emil Friedrich Rimensberger                       | Schweizer Gewerkschaftsfunktionär, Redaktor, Sozialattaché und Legationsrat                                     | 68    |       |
| 18. November | Abram Solomonowitsch Gurwitsch                    | sowjetischer Schachkomponist                                                                                    | 65    |       |
| 18. November | Georg C. Klaren                                   | österreichischer Regisseur und Drehbuchautor                                                                    | 62    |       |
| 18. November | James Smith Middleton                             | britischer Journalist und politischer Funktionär                                                                | 84    |       |
| 18. November | Franz Reisner                                     | österreichischer Politiker, Landtagsabgeordneter im Burgenland                                                  | 71    |       |
| 18. November | Bernhard F. Schmidt                               | deutscher Filmproduzent und Herstellungsleiter                                                                  | 58    |       |
| 19. November | Clara Clemens                                     | amerikanische Konzertsängerin                                                                                   | 88    |       |
| 19. November | Alfred Mirtschin                                  | deutscher Heimatforscher                                                                                        | 70    |       |
| 19. November | Frederik-Valdemar Olsen                           | dänisch-belgischer General                                                                                      | 85    |       |
| 19. November | Horst Plischke                                    | deutsches Todesopfer der Berliner Mauer                                                                         | 23    |       |
| 19. November | Viktor Praefcke                                   | deutscher Admiralarzt                                                                                           | 90    |       |
| 19. November | Edy Reinalter                                     | Schweizer Skirennläufer                                                                                         | 41    |       |
| 19. November | Grigol Robakidse                                  | georgischer Schriftsteller                                                                                      | 80    |       |
| 19. November | Günther Schulz                                    | deutscher Mathematiker                                                                                          | 58    |       |
| 20. November | Hans-Josef Becker-Leber                           | deutscher Landschafts- und Porträtmaler                                                                         | 86    |       |
| 20. November | Albrecht Hase                                     | deutscher Entomologe und Parasitologe                                                                           | 80    |       |
| 20. November | Thomas Norval Hepburn                             | US-amerikanischer Arzt                                                                                          | 82    |       |
| 20. November | Hermann Max Hilgenberg                            | deutscher Bergrat                                                                                               | 86    |       |
| 20. November | Philippe Kieffer                                  | französischer Offizier                                                                                          | 63    |       |
| 20. November | Mary Horgan Mowbray-Clarke                        | US-amerikanische Kunstkritikerin, Schriftstellerin, Verlegerin, Landschaftsarchitektin und Inhaberin eines L... |       |       |
| 21. November | Frank Amyot                                       | kanadischer Kanute                                                                                              | 58    |       |
| 21. November | Walter Koch                                       | deutscher Pathologe                                                                                             | 82    |       |
| 21. November | Bob Likins                                        | US-amerikanischer Speerwerfer                                                                                   | 41    |       |
| 21. November | Kurt Erich Meurer                                 | deutscher Lyriker und Übersetzer                                                                                | 71    |       |
| 21. November | Walther Recke                                     | deutscher Historiker und Archivar                                                                               | 75    |       |
| 22. November | Georg Bezold                                      | deutscher Politiker, MdL                                                                                        | 63    |       |
| 22. November | René Coty                                         | Mitglied der französischen Nationalversammlung und Präsident                                                    | 80    |       |
| 22. November | August Dehnel                                     | polnischer Zoologe                                                                                              | 59    |       |
| 22. November | Mabel Tuke                                        | englisch-britische Suffragette                                                                                  | 91    |       |
| 22. November | George Vernot                                     | kanadischer Schwimmer                                                                                           | 61    |       |
| 23. November | Dick Bell                                         | schottischer Fußballspieler                                                                                     | 47    |       |
| 23. November | Grace Butler                                      | neuseeländische Malerin                                                                                         | 75    |       |
| 23. November | Albert Keller                                     | Schweizer Textilunternehmer, Gemeindepräsident, Kantonsrat und Nationalrat                                      | 77    |       |
| 23. November | Jean-Pierre Lamboray                              | luxemburgischer Zeichner und Grafiker                                                                           | 80    |       |
| 23. November | Yōnosuke Natori                                   | japanischer Fotograf, Redakteur                                                                                 | 52    |       |
| 23. November | John Joseph Swint                                 | US-amerikanischer Geistlicher, römisch-katholischer Bischof von Wheeling                                        | 82    |       |
| 24. November | Arthur Adell                                      | schwedischer Pfarrer, Theologe und Kirchenmusikschriftsteller                                                   | 67    |       |
| 24. November | Konstantin Baumeister                             | deutscher Lehrer und Politiker                                                                                  | 75    |       |
| 24. November | Alfred Homeyer                                    | deutscher Politiker                                                                                             | 74    |       |
| 24. November | Forrest Smithson                                  | US-amerikanischer Leichtathlet                                                                                  | 78    |       |
| 24. November | Jan van der Wiel                                  | niederländischer Fechter                                                                                        | 70    |       |
| 25. November | Viktor Mittag                                     | österreichischer Architekt                                                                                      | 66    |       |
| 26. November | Alexander Pawlowitsch Antonow                     | sowjetischer Schauspieler                                                                                       | 64    |       |
| 26. November | Ernst Brandenburg                                 | deutscher Phytomediziner                                                                                        | 61    |       |
| 26. November | Franz Brinnich                                    | österreichischer Politiker (CS), Abgeordneter zum Nationalrat                                                   | 83    |       |
| 26. November | John George                                       | britischer Leichtathlet                                                                                         | 80    |       |
| 26. November | Albert Sarraut                                    | französischer Jurist und Politiker                                                                              | 90    |       |
| 27. November | Edwin Arnet                                       | Schweizer Schriftsteller und Journalist                                                                         | 61    |       |
| 27. November | Robert Jahn                                       | deutscher Gymnasiallehrer und Stadtarchivar                                                                     | 77    |       |
| 27. November | Otto Kleingünther                                 | deutscher SS-Unterscharführer und Sanitäter im KZ Mauthausen                                                    | 66    |       |
| 27. November | August Lass                                       | estnischer Fußballspieler                                                                                       | 59    |       |
| 27. November | Max Markreich                                     | Vorsitzende der jüdischen Gemeinde in Bremen                                                                    | 81    |       |
| 27. November | Stewart McAllister                                | britischer Filmeditor                                                                                           | 47    |       |
| 27. November | Florence Meyer                                    | US-amerikanische Fotografin, Tänzerin und Schauspielerin                                                        | 51    |       |
| 27. November | Otfried Reck                                      | deutsches Todesopfer der Berliner Mauer                                                                         | 17    |       |
| 27. November | Hermann Rupf                                      | Schweizer Kunstsammler                                                                                          | 81    |       |
| 28. November | Rudy Toombs                                       | US-amerikanischer Songwriter                                                                                    | ≈48   |       |
| 28. November | Wilhelmina                                        | Königin der Niederlande                                                                                         | 82    |       |
| 28. November | Ernst Winsauer                                    | Vorarlberger Landeshauptmann der ersten Republik, Mitglied des Bundesrates                                      | 72    |       |
| 28. November | Viktor Wutte                                      | österreichischer Industrieller und Politiker, Abgeordneter zum Nationalrat                                      | 81    |       |
| 29. November | Marcel Gaumont                                    | französischer Bildhauer                                                                                         | 82    |       |
| 29. November | Sergei Alexandrowitsch Golunski                   | sowjetischer Jurist und Diplomat                                                                                | 67    |       |
| 29. November | Erik Scavenius                                    | dänischer Politiker, Mitglied des Folketing und Ministerpräsident                                               | 85    |       |
| 29. November | Karl Staudinger                                   | deutscher Maler und Grafiker                                                                                    | 88    |       |
| 30. November | Johannes Ackermanns                               | deutscher Politiker                                                                                             | 75    |       |
| 30. November | Lowell Lee Andrews                                | US-amerikanischer Mörder                                                                                        | 22    |       |
| 30. November | Ossip Bernstein                                   | französischer Schachspieler russisch-ukrainischer Herkunft                                                      | 80    |       |
| 30. November | Charles Derlien                                   | deutscher Maler und Gebrauchsgrafiker                                                                           | 71    |       |
| 30. November | Margarete Falkner Weidner                         | deutsche Altorientalistin                                                                                       | 40    |       |
| 30. November | Karl Kappler                                      | deutscher Automobilrennfahrer                                                                                   | 71    |       |
| 30. November | Herbert Schlink                                   | australischer Mediziner, Krankenhausmanager, Gesundheitspolitiker und Wintersportler                            | 79    |       |
| 30. November | Max Vasmer                                        | deutscher Slawist                                                                                               | 76    |       |
| November     | Eugen Hinckel                                     | deutscher Bankkaufmann                                                                                          | 80    |       |

## Dezember
| Tag          | Name                                 | Beruf, bekannt als                                                                                              | Alter | Beleg |
| ------------ | ------------------------------------ | --- | ----- | ----- |
| 1. Dezember  | Paul Bassen-Spiller                  | estnischer Militär                                                                                              | 70    |       |
| 1. Dezember  | William Stiles Bennet                | US-amerikanischer Jurist und Politiker                                                                          | 92    |       |
| 1. Dezember  | Johann Haberl                        | österreichischer Politiker, Landtagsabgeordneter                                                                | 85    |       |
| 1. Dezember  | Gustav Hahn                          | deutsch-kanadischer Maler, Wandmaler und Innenarchitekt                                                         | 96    |       |
| 1. Dezember  | Henry Kläui                          | Schweizer Maler                                                                                                 | 82    |       |
| 1. Dezember  | Bernhard Kummer                      | deutscher Germanist und Spezialist für altnordische Sprachen                                                    | 65    |       |
| 1. Dezember  | Joseph C. O’Mahoney                  | US-amerikanischer Politiker                                                                                     | 78    |       |
| 1. Dezember  | Jørgen Ravn                          | dänischer Turner                                                                                                | 78    |       |
| 1. Dezember  | Józef Sandel                         | Kunsthistoriker, Publizist und Kunsthändler                                                                     | 68    |       |
| 1. Dezember  | Friedrich Schmid                     | Schweizer Landwirt, Astronom und Kantonsrat                                                                     | 92    |       |
| 1. Dezember  | Jona von Ustinov                     | britischer Agent, Vater von Peter Ustinov                                                                       | 69    |       |
| 1. Dezember  | Otto Wagner                          | deutscher Politiker                                                                                             | 85    |       |
| 2. Dezember  | Nikolai Pawlowitsch Anossow          | sowjetischer Dirigent, Komponist und Musikpädagoge                                                              | 62    |       |
| 2. Dezember  | Margarete Ehlert                     | deutsche Sozialfürsorgerin, Ministerialbeamtin und Politikerin                                                  | 76    |       |
| 2. Dezember  | Hosokawa Karoku                      | japanischer Journalist                                                                                          | 74    |       |
| 2. Dezember  | Mercy Dee Walton                     | US-amerikanischer Bluespianist, Sänger und Songwriter                                                           | 47    |       |
| 2. Dezember  | Uehara Etsujirō                      | japanischer Politiker                                                                                           | 85    |       |
| 3. Dezember  | Pawel Alexejewitsch Below            | sowjetischer Generaloberst                                                                                      | 65    |       |
| 3. Dezember  | Adalbert Buchberger                  | österreichischer Ingenieur und Politiker, Abgeordneter zum Nationalrat                                          | 74    |       |
| 3. Dezember  | Bruno Fuchs                          | deutscher Geologe und Paläontologe                                                                              | 55    |       |
| 3. Dezember  | Mary Gilmore                         | australische Schriftstellerin                                                                                   | 97    |       |
| 3. Dezember  | Frieda Lehndorff                     | deutsche Schauspielerin bei Bühne und Film                                                                      | 86    |       |
| 3. Dezember  | Colin Lewis                          | britischer Schwimmer                                                                                            | 80    |       |
| 3. Dezember  | Tilla von Praun                      | deutsche Sozialreformerin und Politikerin                                                                       | 85    |       |
| 3. Dezember  | Josef Sieber                         | deutscher Schauspieler                                                                                          | 62    |       |
| 3. Dezember  | Vilhelm Vett                         | dänischer Segler                                                                                                | 82    |       |
| 4. Dezember  | Josef Gewiess                        | deutscher Theologe und Hochschullehrer                                                                          | 58    |       |
| 4. Dezember  | Erich Haberfelner                    | österreichischer Geologe                                                                                        | 60    |       |
| 4. Dezember  | Pontus Hanson                        | schwedischer Schwimmer und Wasserballspieler                                                                    | 68    |       |
| 4. Dezember  | Ernst Kopp                           | deutscher Architekt                                                                                             | 72    |       |
| 4. Dezember  | Walther Kühn                         | deutscher Politiker, MdB                                                                                        | 69    |       |
| 4. Dezember  | Carl Larsen                          | dänischer Turner                                                                                                | 76    |       |
| 4. Dezember  | Michael Neumeier                     | deutscher Bürgermeister                                                                                         | 82    |       |
| 4. Dezember  | Alfred Pellegrini                    | deutscher Violinist und Komponist                                                                               | 75    |       |
| 4. Dezember  | Eduard Schalfejew                    | deutscher Verwaltungsjurist                                                                                     | 74    |       |
| 4. Dezember  | Fritz Scherwitz                      | deutscher Angehöriger der SS und des SD                                                                         | 59    |       |
| 4. Dezember  | Wilhelm Strüvy                       | deutscher Offizier, Landwirt und Agrarpolitiker in der Weimarer Republik                                        | 76    |       |
| 4. Dezember  | Pietro Tomasi Della Torretta         | italienischer Diplomat und Politiker                                                                            | 89    |       |
| 5. Dezember  | Alsing Andersen                      | dänischer sozialdemokratischer Politiker                                                                        | 69    |       |
| 05. Dezember | Robert Böttcher                      | deutscher Kunsterzieher                                                                                         | 72    |       |
| 5. Dezember  | Carl Theodor Elster                  | deutscher lutherischer Geistlicher, Landessuperintendent                                                        | 86    |       |
| 5. Dezember  | Willie Lyon                          | englischer Fußballspieler                                                                                       | 50    |       |
| 5. Dezember  | Max Rascher                          | Schweizer Verleger                                                                                              | 79    |       |
| 5. Dezember  | Joseph Francis Rock                  | österreichisch-US-amerikanischer Forscher, Geograf, Sprachwissenschaftler und Botaniker                         | 78    |       |
| 5. Dezember  | Dezső Szenkár                        | ungarischer Komponist und Kapellmeister                                                                         | 68    |       |
| 5. Dezember  | Philip A. Traynor                    | US-amerikanischer Politiker                                                                                     | 88    |       |
| 5. Dezember  | Edward Lewis Wallant                 | US-amerikanischer Schriftsteller                                                                                | 36    |       |
| 6. Dezember  | Otto Johannessen                     | norwegischer Turner                                                                                             | 68    |       |
| 6. Dezember  | Marianne Jüngst                      | deutsche Nonne und Ehrenbürgerin Fritzlars                                                                      |       |       |
| 6. Dezember  | Leo Jutz                             | österreichischer Germanist                                                                                      | 73    |       |
| 6. Dezember  | Carl Lautenschläger                  | deutscher Chemiker und Mediziner                                                                                | 74    |       |
| 6. Dezember  | Léonard Nuytens                      | belgischer Steuermann im Rudern                                                                                 | 70    |       |
| 6. Dezember  | August Rinaldi                       | deutsch-US-amerikanischer Filmarchitekt, Maler und Erfinder                                                     | 79    |       |
| 6. Dezember  | John Joseph Scanlan                  | australischer Offizier 1. und 2. Weltkrieg                                                                      | 72    |       |
| 6. Dezember  | Max Sens                             | deutscher Politiker und Parteifunktionär (KPD/SED), Widerstandskämpfer                                          | 55    |       |
| 6. Dezember  | Karl Winzer                          | deutscher Widerstandskämpfer und VVN-Funktionär                                                                 | 67    |       |
| 7. Dezember  | Kirsten Flagstad                     | norwegische Sängerin (hochdramatischer Sopran)                                                                  | 67    |       |
| 7. Dezember  | Erwin Sander                         | deutscher Offizier, zuletzt Generalleutnant im Zweiten Weltkrieg                                                | 70    |       |
| 7. Dezember  | Ernst Werndl                         | österreichischer Pionier der Filmtechnik                                                                        | 76    |       |
| 8. Dezember  | Oswald Bühler                        | liechtensteinischer Politiker                                                                                   | 63    |       |
| 8. Dezember  | Jacques Chamorel                     | Schweizer Rechtsanwalt und Politiker                                                                            | 61    |       |
| 8. Dezember  | George A. Shuford                    | US-amerikanischer Politiker                                                                                     | 67    |       |
| 8. Dezember  | Ulysses S. Stone                     | US-amerikanischer Politiker                                                                                     | 83    |       |
| 9. Dezember  | Sunny Clapp                          | US-amerikanischer Jazz- und Unterhaltungsmusiker                                                                | 63    |       |
| 9. Dezember  | Hermann Delago                       | österreichischer Alpinist und Führerautor                                                                       | 87    |       |
| 9. Dezember  | William Gayraud-Hirigoyen            | französischer Rugby-Spieler, Skeleton- und Bobsportler                                                          | 64    |       |
| 9. Dezember  | Robert Jürgens                       | deutscher Unternehmer                                                                                           | 77    |       |
| 9. Dezember  | Otto Lummitzsch                      | deutscher Architekt und Bauingenieur, Gründer des THW                                                           | 76    |       |
| 10. Dezember | Alfred Gerdes                        | deutscher Hockeyspieler                                                                                         | 45    |       |
| 10. Dezember | Robert C. Giffen                     | Admiral der United States Navy                                                                                  | 76    |       |
| 10. Dezember | Cheíto González                      | puerto-ricanischer Sänger, Gitarrist und Komponist                                                              | 27    |       |
| 10. Dezember | Emil Herzig                          | deutscher Architekt                                                                                             | 64    |       |
| 10. Dezember | Karel Hrubý                          | tschechischer Universitätsprofessor, Genetiker, Naturforscher, Botaniker und Entomologe                         | 52    |       |
| 10. Dezember | Herbert Kemmer                       | deutscher Hockeyspieler                                                                                         | 57    |       |
| 10. Dezember | Friedrich Trendelenburg              | deutscher Jurist und Ministerialrat im Preußischen Kulturministerium                                            | 84    |       |
| 11. Dezember | Rudolf Franke                        | deutscher Ingenieur                                                                                             | 92    |       |
| 11. Dezember | Wilhelm Hollbach                     | deutscher Politiker und Journalist                                                                              | 68    |       |
| 11. Dezember | Karl Laufer                          | Landtagsabgeordneter Volksstaat Hessen                                                                          | 77    |       |
| 11. Dezember | Rudolf Lodgman von Auen              | sudetendeutscher Politiker                                                                                      | 84    |       |
| 11. Dezember | Wsewolod Nikolajewitsch Sergejew     | sowjetischer Generalleutnant                                                                                    | 71    |       |
| 11. Dezember | Fred Sersen                          | US-amerikanischer Filmtechniker und Spezialeffektkünstler                                                       | 72    |       |
| 11. Dezember | Jorma Valkama                        | finnischer Weitspringer                                                                                         | 34    |       |
| 11. Dezember | Frans Waterreus                      | niederländischer Radrennfahrer                                                                                  | 60    |       |
| 12. Dezember | Felix Aderca                         | rumänischer Autor                                                                                               | 71    |       |
| 12. Dezember | Hassan-Ali Fyzee                     | indischer Tennis-, Badminton- und Tischtennisspieler                                                            | 83    |       |
| 12. Dezember | Heinrich Gärtner                     | österreichisch-spanischer Kameramann                                                                            | 67    |       |
| 12. Dezember | Herbert Kühnemann                    | deutscher Jurist                                                                                                | 63    |       |
| 12. Dezember | Rudolf Mülli                         | Schweizer Maler                                                                                                 | 80    |       |
| 12. Dezember | Pagu                                 | brasilianische Schriftstellerin, Intellektuelle, Feministin, politische Aktivistin, Journalistin und Überset... | 52    |       |
| 12. Dezember | Edmund Rees-Mogg                     | britischer Politiker                                                                                            | 73    |       |
| 12. Dezember | Peter Stangier                       | deutscher Politiker, MdR, MdL und SA-Führer                                                                     | 64    |       |
| 12. Dezember | Fritz Wisten                         | österreichisch-jüdischer Schauspieler und Theaterregisseur                                                      | 72    |       |
| 13. Dezember | Harry Barris                         | US-amerikanischer Jazzmusiker (Piano, Gesang, Komposition) und Filmschauspieler                                 | 57    |       |
| 13. Dezember | John Cunningham                      | britischer Admiral of the Fleet, Erster Seelord                                                                 | 77    |       |
| 13. Dezember | Daisy Fellowes                       | französische Autorin und Mode-Ikone                                                                             | 72    |       |
| 13. Dezember | Ahmad Nami                           | syrischer Premierminister und Präsident                                                                         |       |       |
| 13. Dezember | Vinzenz Schumy                       | österreichischer Abgeordneter zum Nationalrat                                                                   | 84    |       |
| 13. Dezember | Boris Alexejewitsch Wenkow           | russischer Mathematiker                                                                                         | 62    |       |
| 13. Dezember | Rudolf Wissell                       | Reichsminister in der Weimarer Republik                                                                         | 93    |       |
| 14. Dezember | Nazzareno De Angelis                 | italienischer Opernsänger                                                                                       | 81    |       |
| 14. Dezember | Hugo Auvera                          | deutscher Unternehmer und Corpsstudent                                                                          | 82    |       |
| 14. Dezember | Reinhard Dohrn                       | deutscher Zoologe                                                                                               | 82    |       |
| 14. Dezember | Ferdinand Kastner                    | deutscher Schriftsteller und katholischer Theologe                                                              | 66    |       |
| 14. Dezember | Hermann Tertsch                      | österreichischer Mineraloge                                                                                     | 82    |       |
| 14. Dezember | Anna Vock                            | Schweizer Aktivistin der Lesbenbewegung                                                                         | 77    |       |
| 14. Dezember | Tito Vuolo                           | italienisch-US-amerikanischer Schauspieler                                                                      | 69    |       |
| 14. Dezember | Franz Weber                          | deutscher Bibliothekar und Medailleur                                                                           | 81    |       |
| 14. Dezember | Ernie Young                          | englischer Fußballspieler                                                                                       | 72    |       |
| 15. Dezember | Paul Berkenkopf                      | deutscher Wirtschaftswissenschaftler                                                                            | 71    |       |
| 15. Dezember | Gennaro De Dominicis                 | italienischer Filmregisseur und Drehbuchautor                                                                   | 43    |       |
| 15. Dezember | Gérard d’Erlanger                    | französischer Manager                                                                                           | 57    |       |
| 15. Dezember | Josef Falkenberg                     | deutscher Jurist und Schriftsteller                                                                             | 81    |       |
| 15. Dezember | André Foelckersam                    | deutsch-baltischer Schriftsteller                                                                               | 59    |       |
| 15. Dezember | Charles Laughton                     | britisch-US-amerikanischer Filmschauspieler                                                                     | 63    |       |
| 15. Dezember | Charles Rhys, 8. Baron Dynevor       | britischer Adliger, Mitglied des House of Commons                                                               | 63    |       |
| 15. Dezember | Jean Stern                           | französischer Degenfechter und Olympiasieger                                                                    | 87    |       |
| 15. Dezember | Hermann Wild                         | deutscher Jurist                                                                                                | 78    |       |
| 16. Dezember | Charles Noble Arden-Clarke           | britischer Generalgouverneur                                                                                    | 64    |       |
| 16. Dezember | Arthur E. R. Boak                    | kanadischer Althistoriker                                                                                       | 74    |       |
| 16. Dezember | Thomas Cronan                        | US-amerikanischer Weit- und Dreispringer                                                                        | 77    |       |
| 16. Dezember | Lily Elsie                           | englische Schauspielerin und Sängerin                                                                           | 76    |       |
| 16. Dezember | Lew Landers                          | US-amerikanischer Regisseur                                                                                     | 61    |       |
| 16. Dezember | George R. Merrell                    | US-amerikanischer Diplomat                                                                                      | 64    |       |
| 17. Dezember | Grete Baldauf-Würkert                | deutsche Heimatschriftstellerin                                                                                 | 84    |       |
| 17. Dezember | Carl Diem                            | deutscher Sportfunktionär und -wissenschaftler, Urheber des olympischen Fackellaufs                             | 80    |       |
| 17. Dezember | Robert M. Haas                       | US-amerikanischer Filmarchitekt                                                                                 | 73    |       |
| 17. Dezember | Herbert Haresnape                    | britischer Schwimmer und Wasserballspieler                                                                      | 82    |       |
| 17. Dezember | Johann Kaiser                        | österreichischer Politiker, Landtagsabgeordneter                                                                | 80    |       |
| 17. Dezember | Thomas Mitchell                      | US-amerikanischer Schauspieler und Autor                                                                        | 70    |       |
| 17. Dezember | Jakob Treffeisen                     | deutscher Politiker                                                                                             | 68    |       |
| 18. Dezember | Frithjof Dahl                        | deutscher Maler                                                                                                 | 59    |       |
| 18. Dezember | Albin Hallbäck                       | schwedischer Fußballspieler                                                                                     | 60    |       |
| 18. Dezember | Gustav Schürmann                     | Ingenieur, früher deutscher Automobilkonstrukteur und Unternehmer                                               | 90    |       |
| 18. Dezember | Siegfried Thannhauser                | deutsch-US-amerikanischer Internist                                                                             | 77    |       |
| 18. Dezember | Robert Wanke                         | deutscher Chirurg und Hochschullehrer                                                                           | 66    |       |
| 18. Dezember | Rudolf von Weis-Ostborn              | österreichischer Dirigent und Komponist                                                                         | 86    |       |
| 19. Dezember | Kurt von Forstner                    | deutscher Offizier und Autor                                                                                    | 80    |       |
| 19. Dezember | Robert Neumann                       | deutscher Pathologe                                                                                             | 60    |       |
| 19. Dezember | Heinz Rauch                          | deutscher Politiker, Spanien- und Widerstandskämpfer                                                            | 48    |       |
| 19. Dezember | Friedrich Vordemberge-Gildewart      | deutscher Grafiker, Maler und Bildhauer                                                                         | 63    |       |
| 20. Dezember | Arne Åkermark                        | schwedischer Filmarchitekt                                                                                      | 60    |       |
| 20. Dezember | Emil Artin                           | österreichischer Mathematiker                                                                                   | 64    |       |
| 20. Dezember | Ludwig Dittmar                       | deutscher Verwaltungsjurist, NSDAP-Funktionär                                                                   | 73    |       |
| 20. Dezember | Fritz Köhler                         | deutscher Politiker                                                                                             | 59    |       |
| 20. Dezember | Åke Mattas                           | finnischer Maler                                                                                                | 42    |       |
| 20. Dezember | Rosa Neuenschwander                  | Berner Pionierin im Bereich der Berufsberatung und Berufsausbildung                                             | 79    |       |
| 20. Dezember | Gertrud von Österreich-Toskana       | Erzherzogin von Österreich (bis 1918)                                                                           | 62    |       |
| 20. Dezember | Alfred Treptow                       | deutscher Schriftsteller und Pfarrer                                                                            | 60    |       |
| 21. Dezember | Josef Blättler                       | Schweizer Politiker                                                                                             | 82    |       |
| 21. Dezember | Asbjørn Bodahl                       | norwegischer Turner                                                                                             | 66    |       |
| 21. Dezember | Alain Borne                          | französischer Jurist und Dichter                                                                                | 47    |       |
| 21. Dezember | Robert Hänsel                        | deutscher Lehrer, Historiker und Archivar                                                                       | 78    |       |
| 21. Dezember | Gary Hocking                         | rhodesischer Motorradrennfahrer                                                                                 | 25    |       |
| 21. Dezember | Peter Hofbauer                       | österreichischer Bauer und Politiker, Landtagsabgeordneter                                                      | 76    |       |
| 21. Dezember | Emmerich Rath                        | tschechischer Allround-Sportler                                                                                 | 79    |       |
| 21. Dezember | Karl Reisenbichler                   | österreichischer Maler                                                                                          | 77    |       |
| 21. Dezember | Fernand Rigaux                       | belgischer Astronom                                                                                             |       |       |
| 21. Dezember | Kurt Stegmann von Pritzwald          | deutscher Indogermanist, Linguist und Hochschullehrer                                                           | 61    |       |
| 22. Dezember | Heinz Braun                          | deutscher Politiker, MdL                                                                                        | 74    |       |
| 22. Dezember | Maurice Patin                        | französischer Jurist                                                                                            | 67    |       |
| 22. Dezember | Jules Pirard                         | französischer Turner                                                                                            | 77    |       |
| 23. Dezember | Luis Alberni                         | spanisch-US-amerikanischer Schauspieler                                                                         | 76    |       |
| 23. Dezember | Harmodio Arias Madrid                | 16. Staatspräsident von Panama                                                                                  | 76    |       |
| 23. Dezember | José Giral Pereira                   | Ministerpräsident von Spanien                                                                                   |       |       |
| 23. Dezember | Johann Goldschmidt                   | österreichischer Politiker (SDAP), Landtagsabgeordneter                                                         | 68    |       |
| 23. Dezember | Rudolf Kaempfe                       | deutscher General der Artillerie im Zweiten Weltkrieg                                                           | 79    |       |
| 23. Dezember | H. Leivick                           | jiddischsprachiger Dichter                                                                                      | 73    |       |
| 23. Dezember | Thomas J. Mabry                      | US-amerikanischer Jurist und Politiker                                                                          | 78    |       |
| 23. Dezember | James P. McGranery                   | US-amerikanischer Justizminister (Attorney General)                                                             | 67    |       |
| 23. Dezember | Hermann Alfred Raddatz               | deutscher Bildhauer                                                                                             | 56    |       |
| 23. Dezember | George Saiko                         | österreichischer Schriftsteller                                                                                 | 70    |       |
| 23. Dezember | Otto Würsch                          | Schweizer Komponist und Dirigent                                                                                | 54    |       |
| 24. Dezember | Wilhelm Ackermann                    | deutscher Mathematiker                                                                                          | 66    |       |
| 24. Dezember | Roy Clippinger                       | US-amerikanischer Politiker                                                                                     | 76    |       |
| 24. Dezember | Fritz Held                           | deutscher Verwaltungsjurist und Bezirksoberamtmann                                                              | 75    |       |
| 24. Dezember | Eveline von Maydell                  | deutsche Silhouetten-Künstlerin                                                                                 | 72    |       |
| 24. Dezember | Hans Straub                          | Schweizer Bauingenieur und Bauhistoriker                                                                        | 67    |       |
| 24. Dezember | J. Stanley Webster                   | US-amerikanischer Jurist und Politiker                                                                          | 85    |       |
| 25. Dezember | Warren Austin                        | US-amerikanischer Politiker und Diplomat                                                                        | 85    |       |
| 25. Dezember | Fritz Hartwieg                       | deutscher Verwaltungsjurist und Lepidopterologe                                                                 | 85    |       |
| 25. Dezember | Georg Paul Heyduck                   | deutscher Maler des Expressiven Realismus und Hochschullehrer                                                   | 64    |       |
| 25. Dezember | Martin Krieg                         | Historiker und Archivar                                                                                         | 70    |       |
| 25. Dezember | Heinrich Repke                       | deutscher Kunstmaler                                                                                            | 85    |       |
| 25. Dezember | José Tomás Torres Talavera           | mexikanischer Botschafter                                                                                       | 75    |       |
| 25. Dezember | Wilhelm Wippermann                   | deutscher Politiker, MdL                                                                                        | 63    |       |
| 26. Dezember | Hodo von Hodenberg                   | deutscher Jurist und Politiker, MdL                                                                             | 75    |       |
| 26. Dezember | Karl Kilchling                       | deutscher Geophysiker                                                                                           | 76    |       |
| 26. Dezember | Walter Lerche                        | deutscher Jurist                                                                                                | 61    |       |
| 27. Dezember | Auguste Cammissar                    | deutscher Maler                                                                                                 | 89    |       |
| 27. Dezember | Wilhelm Friedrich                    | deutscher Gestapobeamter, Täter des Holocaust                                                                   | 58    |       |
| 27. Dezember | Gerhard Gerlich                      | deutscher Politiker, MdL                                                                                        | 51    |       |
| 27. Dezember | Serge Raynaud de la Ferrière         | französischer Astrologe und Autodidakt                                                                          | 46    |       |
| 27. Dezember | Jack Howcroft                        | englischer Fußballschiedsrichter                                                                                | 88    |       |
| 27. Dezember | Willy May                            | deutscher Schachkomponist                                                                                       | 66    |       |
| 27. Dezember | Olga Iossifowna Preobraschenskaja    | russische Tänzerin                                                                                              | 91    |       |
| 27. Dezember | Albert Reitter                       | österreichischer NS-Funktionär und SS-Führer                                                                    | 67    |       |
| 27. Dezember | Alexander Wassiljewitsch Toptschijew | sowjetischer Petrochemiker                                                                                      | 55    |       |
| 27. Dezember | Erwin Wittstock                      | deutschsprachiger rumänischer Schriftsteller                                                                    | 63    |       |
| 27. Dezember | Georg Wolf                           | deutscher Tier- und Landschaftsmaler der Düsseldorfer Schule                                                    | 80    |       |
| 28. Dezember | Marcel Aubert                        | französischer Historiker                                                                                        | 78    |       |
| 28. Dezember | John Howard Dellinger                | US-amerikanischer Ingenieur                                                                                     | 76    |       |
| 28. Dezember | Emma Eichenberger                    | Schweizer Lehrerin                                                                                              | 74    |       |
| 28. Dezember | Alfredo González Flores              | Präsident Costa Ricas                                                                                           | 85    |       |
| 28. Dezember | Martha von Grot                      | deutschbaltische Schulleiterin und Reformpädagogin                                                              | 95    |       |
| 28. Dezember | Kazimierz Świtalski                  | Mitglied des Sejm, Ministerpräsident und Sejmmarschall                                                          | 76    |       |
| 28. Dezember | Karl Völker                          | deutscher Maler, Grafiker, Bildhauer und Architekt                                                              | 73    |       |
| 29. Dezember | Bruno Domke                          | deutscher Farmer, Großwildjäger, Hotelier und Gutsbesitzer                                                      | 86    |       |
| 29. Dezember | Konrad Gumbel                        | deutscher Politiker, MdL                                                                                        | 76    |       |
| 29. Dezember | József Keresztessy                   | ungarischer Turner                                                                                              | 77    |       |
| 29. Dezember | Karl Mayer                           | deutscher Politiker (SPD) und Widerstandskämpfer                                                                |       |       |
| 29. Dezember | Albert Meyer                         | schweizerischer Lehrer und Übersetzer                                                                           | 69    |       |
| 29. Dezember | Hans Rosbaud                         | österreichischer Dirigent, Komponist und Pianist                                                                | 67    |       |
| 29. Dezember | Otto Vitense                         | deutscher Politiker                                                                                             | 50    |       |
| 30. Dezember | Olav Bruvik                          | norwegischer Gewerkschafter und Politiker                                                                       | 49    |       |
| 30. Dezember | Blind Roosevelt Graves               | US-amerikanischer Bluesmusiker                                                                                  | 53    |       |
| 30. Dezember | Arthur Oncken Lovejoy                | Historiker und Begründer der Ideengeschichte                                                                    | 89    |       |
| 30. Dezember | Hans Rott                            | österreichischer Landtagsabgeordneter, Mitglied des Bundesrates                                                 | 76    |       |
| 30. Dezember | Heinrich Schaffer                    | österreichisch-französischer Rechtsanwalt, Erzähler und Lyriker                                                 | 67    |       |
| 30. Dezember | Georg Schöpf                         | deutscher Politiker (SPD), MdL Bayern                                                                           | 69    |       |
| 31. Dezember | Bella Alten                          | deutsch-britische Opernsängerin (Sopran/Koloratursopran)                                                        | 85    |       |
| 31. Dezember | Baby Arizmendi                       | mexikanischer Boxer im Federgewicht                                                                             | 48    |       |
| 31. Dezember | William Bartholomew                  | britischer General                                                                                              | 85    |       |
| 31. Dezember | Carrie E. Bullock                    | US-amerikanische Krankenschwester und Präsidentin der NACGN                                                     |       |       |
| 31. Dezember | Charles Galton Darwin                | englischer Physiker                                                                                             | 75    |       |
| 31. Dezember | Julius Ebenstein                     | österreichisch-israelischer Violinist, Dirigent und Violinpädagoge                                              | 61    |       |
| 31. Dezember | William Edward Harney                | australischer Schriftsteller, Naturforscher                                                                     | 67    |       |
| 31. Dezember | Louis-Joseph Kerkhofs                | belgischer Geistlicher, Bischof von Lüttich                                                                     | 84    |       |
| 31. Dezember | Karl Kühn                            | deutscher Ingenieur und Hochschullehrer                                                                         | 68    |       |
| 31. Dezember | Rudolf Nilius                        | österreichischer Dirigent und Komponist                                                                         | 79    |       |
| 31. Dezember | Walther R. Seelmann-Eggebert         | deutscher Jurist                                                                                                | 82    |       |